# Warn-App NINA
Die Warn-App NINA (Akronym für Notfall-Informations- und Nachrichten-App) ist eine vom Bundesamt für Bevölkerungsschutz und Katastrophenhilfe (BBK) zur Verfügung gestellte App für Smartphones, die dazu dient, der Bevölkerung wichtige bzw. dringende Warnmeldungen zukommen zu lassen. Sie ist ein an das Modulare Warnsystem des Bundes (MoWaS) angeschlossenes Warnmittel und die erste App, die zur Warnung der Bevölkerung in ganz Deutschland entwickelt wurde.

## Konzept
Über die App verbreiten die Behörden des Zivil- und Katastrophenschutzes Nachrichten oder Warnmeldungen über bevorstehende oder bereits existente Katastrophen oder Gefahrenlagen wie beispielsweise Großbrände oder Gefahrstoffe, die sich unkontrolliert ausbreiten. Warnmeldungen können neben von Nutzerinnen und Nutzern festgelegten Orten auch für den aktuellen Standort abonniert werden, wofür die Aktivierung des GPS-Dienstes des Smartphones erforderlich ist. Warnmeldungen werden hierbei bei einer bestehenden Internetverbindung über einen Push-Dienst auf das Smartphone übermittelt, sodass der Nutzer oder die Nutzerin über das Endgerät auf das Vorliegen einer Warnmeldung aufmerksam gemacht wird. 
Neben aktuellen Warnmeldungen bietet die App auch die Möglichkeit, sich über allgemeine Verhaltensweisen bei unvorhergesehenen Ereignissen und Sicherheitshinweisen zum Thema Bevölkerungsschutz zu informieren. Sie bietet außerdem Informationen über Notvorräte und eine Checkliste für die Hausapotheke an.
Von April 2020 bis Juni 2023 kamen während der COVID-19-Pandemie weitere Funktionen hinzu. Bis einschließlich Mai 2020 wurde die App etwa sieben Millionen Mal heruntergeladen.
Im Juli 2025 wurde die Warn-App NINA um eine weitere Funktion erweitert: Polizeibehörden können nun eigenständig Warnmeldungen über die App verbreiten.

## Funktion
Die App nutzt folgende Informationsquellen:
- Warnmeldungen aus dem MoWaS-System des Bundesamtes für Bevölkerungsschutz und Katastrophenhilfe mit derzeit 353 MoWaS-Systeme bei Bund, Ländern und Katastrophenschutzbehörden,
- Amtliche Unwetterwarnungen des Deutschen Wetterdienstes,
- Hochwassermeldungen des Länderübergreifenden Hochwasserportals
- Warnmeldungen des Warnsystems KATWARN,
- Warnmeldungen des Systems BIWAPP.

Die App stellt neben der tabellarischen Aufzählung eine Kartenansicht bereit, auf der aktuelle Warnungen ihrer geographischen Lage innerhalb Deutschlands zugeordnet werden. Voreingestellt ist die Gesamtansicht Deutschlands. Durch die Auswahl einer farbig markierten Warnung auf der Karte wechselt die Ansicht zur detailliert dargestellten Warnung.
Ferner ist es möglich, für jede zur Verfügung stehende Warnkategorie individuelle Warntöne einzustellen. Mithilfe der „Abo-Funktion“ ist es möglich, nur Warnmeldungen für Orte und Bereiche zu erhalten, die man eigens ausgewählt hat.

## Verfügbarkeit
Die App ist für Android- (ab Version 8.0) und iOS-Systeme verfügbar. Sie funktioniert nur mit Google-Diensten. Für den Fall, dass ein Mobilgerät die App nicht richtig anzeigen kann, gibt es eine vom BBK erstellte Internetseite, die die gleichen Informationen in einer Karten- und Listenansicht darstellt und von jedem System angezeigt werden kann, das in der Lage ist, Internetseiten darzustellen. Darüber hinaus besteht die Möglichkeit, über diese Website Warnmeldungen als RSS-Feed zu abonnieren.

## Kritiken
Der Krisenmanagementexperte Florian Roth von der ETH Zürich lobte die Möglichkeit der App, Warnmeldungen an Kontakte per SMS und E-Mail weiterzuleiten und somit den Benutzer in die Lage zu versetzen, auch Personen in seinem Bekanntenkreis zu warnen, die kein Smartphone besitzen. Im Juli 2015 bemängelte er, dass die App nicht in der Lage sei, den Nutzer oder die Nutzerin zu einem Schutzraum zu navigieren.
Beim Warntag in Nordrhein-Westfalen am 6. September 2018 zeigte das System Schwachstellen: Der Probealarm führte nach Aussagen des BBK zu einer „außergewöhnlichen Belastung der technischen Infrastruktur“ und dadurch wurden nicht alle Nutzerinnen und Nutzer gewarnt. Die infrastrukturellen Engpässe sollten beseitigt werden. Beim Bundesweiten Warntag am 10. September 2020 gab es aber erneute technische Herausforderungen.

## Technische Umsetzung
Die App wird von dem europaweit agierenden IT-Unternehmen Materna maßgeblich entwickelt. Die Version 1.0 stand am 1. Juni 2015 erstmals zum Herunterladen bereit. T-Systems stellt die technische Infrastruktur bereit, die eine Million Benutzer innerhalb von 30 Sekunden informieren soll.

## Sprachversionen
Neben Deutsch können die Inhalte in den Sprachen Englisch, Französisch, Spanisch, Türkisch, Polnisch, Russisch und Arabisch angezeigt werden. Außerdem gibt es die Möglichkeit „leichte Sprache“, die Menschen mit lückenhaften Deutschkenntnissen die Nutzung der App ermöglichen soll.
Darüber hinaus sind die Inhalte der Warn-App NINA für Screen-Reader aufbereitet. Das BBK arbeitet stetig an der Verbesserung der App, wie beispielsweise Barrierearmut, im Sinne der Barrierefreien-Informationstechnik-Verordnung BITV 2.0.

## Kosten
Die Entwicklungskosten und den Betrieb der Software übernimmt der Bund aus dem Staatshaushalt; bis Mitte 2016 wurden 20 Millionen Euro investiert. Der Download ist kostenlos, allerdings entstehen durch den Datenverkehr je nach verwendetem Mobilfunktarif eventuell Kosten beim Provider. Nutzbar ist die App auch offline, so können beispielsweise die allgemeinen Handlungsempfehlungen bei Notfällen gelesen werden, nachdem diese einmalig auf das Smartphone heruntergeladen wurden.

## Alternativen
Eine ähnliche App namens KATWARN kann auf kommunaler, Landes- und Bundesebene Warnmeldungen an User weiterleiten; sie wurde z. B. 2016 von BASF bei einem großen Unglücksfall eingesetzt. Die Warn-App BIWAPP (Bürger Info & Warn App) zeigt die Katastrophenwarnungen des BBK und die Unwettermeldungen des Deutschen Wetterdienstes. Seit Februar 2019 werden die offiziellen Warnmeldungen der drei Systeme untereinander geteilt und parallel verbreitet. Hierbei werden Warnmeldungen wechselseitig zwischen Warn-App NINA und KATWARN sowie Warn-App NINA und BIWAPP ausgetauscht. Ein Austausch zwischen KATWARN und BIWAPP findet gegenwärtig nicht statt. Der Deutsche Wetterdienst betreibt für Unwetterwarnungen die WarnWetter App.
Cell Broadcast ermöglicht das Versenden von Kurznachrichten mit maximal 1395 Zeichen an alle Mobilfunkgeräte, die sich in derselben Funkzelle befinden. EU-Alert, welches in zahlreichen anderen Ländern der Europäischen Union bereits verwendet wird, verwendet Cell Broadcast. Nach dem Hochwasser in West- und Mitteleuropa 2021 kamen Forderungen auf, auch den Cell Broadcast-Dienst in Deutschland zur Warnung der Bevölkerung in Katastrophenfällen einzusetzen. Die Bundesregierung hat die Einführung von Cell Broadcast im August 2021 beschlossen. Dieser Mobilfunkdienst wird in Deutschland seit dem 23. Februar 2023 zur Warnung der Bevölkerung auf Grundlage des §164a Telekommunikationsgesetz (TKG) sowie der Mobilfunkwarnverordnung (MWVO) eingesetzt.